# Torre Europa
La Torre Europa es un rascacielos de 120 metros y 32 plantas ubicado en el distrito financiero de AZCA, Madrid. Es el octavo edificio más alto de Madrid y alberga oficinas de diferentes empresas.

## Historia
Las obras de la Torre Europa, que originalmente recibió el nombre Torre de Empsa, arrancaron en 1974 y concluyeron 1985. Es la obra más importante del arquitecto Miguel de Oriol e Ybarra. La fachada es muy parecida a los edificios del World Trade Center, pero la planta del edificio es distinta. Tiene un gran reloj ovalado en el medio del edificio, con luz muy visible por la noche. El destino de la obra era convertirse en la sede del Banco Hispano Americano, pero en 1985 la entidad bancaria vendió la torre a un grupo inversor de capital español y extranjero, encabezado por la firma suiza de reaseguros Swiss Re.
El 5 de octubre de 1990, sufrió un incendio en su planta 29, afortunadamente sin graves consecuencias. La banda terrorista ETA atentó contra el edificio el 1 de mayo de 2002 con 20 kg de potente explosivo, pero tan solo logró destruir algunas ventanas.

## Reforma

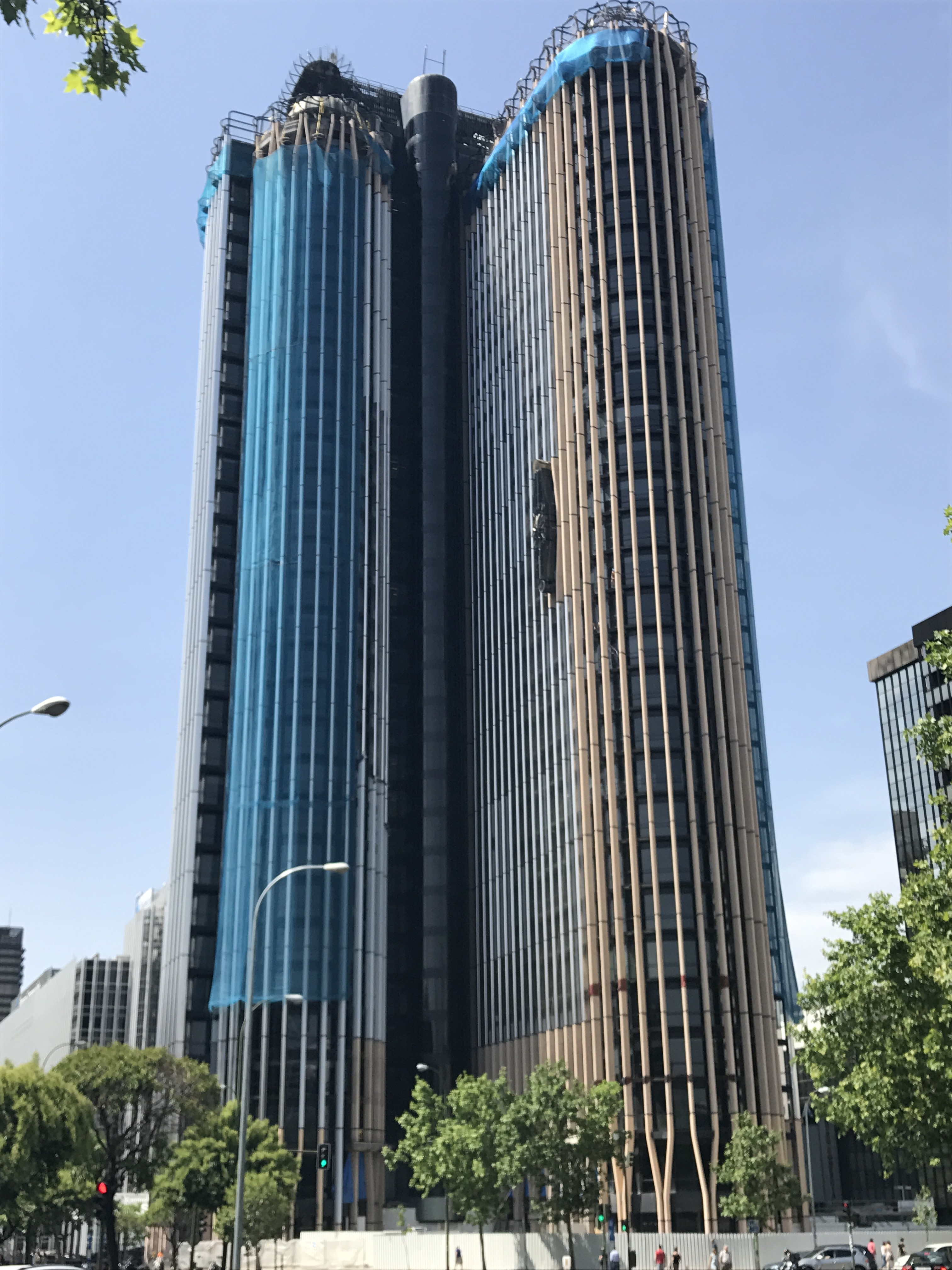
Las nervaduras metálicas pasan de ser marrones a plateadas.

Tras la marcha del inquilino principal KPMG a la Torre de Cristal, el dueño del inmueble decidió remodelarlo integralmente con una inversión de 40 millones de euros. Las obras se llevaron a cabo entre 2016 y 2018. El edificio así es más eficiente energéticamente, y prueba de ello es la obtención del LEED platino. La fachada obtuvo un nuevo revestimiento metálico, hecho que el arquitecto Miguel de Oriol ha denunciado ante el Colegio Oficial de Arquitectos de Madrid.

## Inquilinos
Tras la reforma, los inquilinos son el bufete de abogados Freshfields, la Asociación Internacional de Transporte Aéreo (IATA), la farmacéutica Shire y la gestora de fondos alemana Aquila Capital (que estaba anteriormente en las Torres de Colón). También ocupan las instalaciones las empresas Axpo, Atlantic Copper, Swiss Re y AOL.

## El Torre Europa en la cultura popular
- La Torre Europa aparece por fuera y en su interior en la serie española Séptimo cielo (1989), con guion de Joaquín Oristrell y producida por RTVE, en cada uno de los trece episodios.[14]
- La Torre Europa aparece por fuera y en su interior en la película española La flaqueza del bolchevique de Manuel Martín Cuenca (2003).